# Ulrich Bergmann
Ulrich Bergmann (* 6. April 1945 in Halle (Saale)) ist ein deutscher Schriftsteller.

## Leben
Ulrich Bergmann studierte Germanistik und Geschichte an der Universität Bonn. Anschließend arbeitete er als Lehrer an einem Gymnasium in Mechernich. Von 1988 bis 2010 war er als Gymnasiallehrer in Bad Münstereifel tätig, wo er Deutsch, Geschichte, Religion und Philosophie unterrichtete.
Ulrich Bergmann ist Verfasser von Erzählungen und Gedichten. Er ist Mitherausgeber der Literaturzeitschrift Dichtungsring und arbeitet am Online-Magazin Der Philotast mit. Bergmann schrieb für zahlreiche Literaturzeitschriften, darunter 500 GRAMM, Die Brücke, Eremitage, Gegner, Krautgarten, Matrix, ndl, ort der augen, sterz, Zeichen & Wunder.
Er war viele Jahre lang Mitglied des Verbands Deutscher Schriftstellerinnen und Schriftsteller. 2006 erhielt er den Preis des Ludwigsburger Forums Literatur.
Unter anderem befasste Bergmann sich mit dem Schicksal des Malers und Bildhauers Hans Ludwig Pfeiffer. 2014 leitete er an der Meeres-Universität Qingdao, China, ein Sommerseminar (Kafka und die Moderne). Seit 2013 betreut Bergmann die Literaturwerkstatt an der VHS Neuwied.
Ulrich Bergmann lebt in Bonn.

## Werke

### Einzeltitel
- Kopflose Handlungen, Nürnberg 1999
- Liebe Schlange, liebe Liebe, Cottbus 2002
- Arthurgeschichten, Ludwigsburg 2005
- Kritische Körper, Ludwigsburg 2006
- Doppelhimmel, Roman, Bonn 2012
- Gionos Lächeln, Roman, Bonn 2017
- Meine Hand malt Worte – Gedichte aus China (chinesisch/deutsch) mit Illustrationen von Doris Distelmaier-Haas und einem Geleitwort von Wolfgang Kubin. Bacopa-Verlag Schiedlberg/Österreich 2015
- Dein K. heute aus Tsingtau – Mails an/von Wolfgang Kubin/Ulrich Bergmann, Bouvier-Verlag, Bonn 2018
- Miniaturen – Kleine Erzählungen, Bouvier-Verlag, Bonn 2018

### Texte in Anthologien und Kulturzeitschriften (Auswahl)
- Bernstein und Hans Ludwig Pfeiffer, Bildhauer, Maler. In: Muschelhaufen. Jahresschrift für Literatur und Grafik. Nr. 39/40. Viersen 2000, ISSN 0085-3593.
- zeit ist welt und tagaufnahme. In: Herbst. Eine Lyrik-Anthologie dreier Generationen, hg. von Karl Seemann, Geest-Verlag, Ahlhorn 2001, ISBN 3-934852-78-5.
- Kampfgeist: Home Run, Touch Down, Eiszeit, Runner's World. In: ndl. neue deutsche literatur, 50. Jg., 542. Heft, Aufbau-Verlag, Berlin 2002, ISSN 0028-3150.
- Scherbengericht: Poetry Slam, Das Manifest. In: ndl. neue deutsche literatur, 51. Jg., 550. Heft, Aufbau-Verlag, Berlin 2003, ISSN 0028-3150.
- Tina und Ramsch. In: Vorkehrungen. Neue Texte aus Rheinland-Pfalz, hg. von Thomas Krämer, Edition Schrittmacher Band 1, Rhein-Mosel-Verlag, Alf 2004, ISBN 978-3-89801-201-0.
- Unter dem Mond. In: Ort der Augen, Nr. 4/2010, ISSN 1863-1444.
- Abendgebet/glans und gloria. In: 500 GRAMM. Journal für Literatur und Graphik, Nr. 1, Juli 2010, ISSN 2190-5835.
- Venedig. In: 500 GRAMM. Journal für Literatur und Graphik, Nr. 2, November 2010, ISSN 2190-5835.
- Blagomir der Knecht und Traum von den Bildern. In: Wortwuchs, Nr. 4, Erfurt 2010, ISSN 1869-9111.
- Pronominale Neurosen. In: 500 GRAMM. Journal für Literatur und Graphik, Nr. 3, Februar 2011, ISSN 2190-5835.
- Qingdao – eine neue Welt und drei chinesische Parabeln. In: Matrix, 4/2014 (38), S. 93–136, ISSN 1861-8006.